# Alchemilla chalarodesma
Alchemilla chalarodesma är en rosväxtart som beskrevs av A. Plocek. Alchemilla chalarodesma ingår i släktet daggkåpor, och familjen rosväxter. Inga underarter finns listade i Catalogue of Life.